# Granyena de les Garrigues
Granyena de les Garrigues è un comune spagnolo della comarca delle Garrigues, in provincia di Lleida (Catalogna). Al 1º gennaio 2024 conta 164 abitanti su una superficie di 20,47 km² e si trova a 366 m s.l.m.

## Economia
L’economia locale è tradizionalmente agricola, incentrata soprattutto sulla coltivazione dell’ulivo e del mandorlo. Il territorio comunale rientra nella zona della DOP «Les Garrigues», riconosciuta dalla Generalitat e dall’UE per l’olio extravergine di oliva.

## Monumenti e luoghi d'interesse
- Chiesa parrocchiale di Sant Miquel (XVIII secolo), con facciata barocca e navata neoclassica.[5][6]

## Amministrazione
Dal 2023 la carica di sindaca è ricoperta da Montserrat Florensa Tresserra.